# クラスコ
株式会社クラスコは、石川県金沢市にある不動産会社。1963年12月に創業。金沢市,野々市市,小松市等で賃貸マンション・アパートの販売、賃貸借、管理、修理及び仲介、損害保険代理業、リノベーション事業、ビル管理、ガス販売、テクノロジー開発販売、全国FC事業、コンサルティング、ブランディング、WEB作成、プロモーションを手がけている。
2013年12月1日に「タカラ不動産株式会社」から現社名へ変更した。同月、東京オフィスをオープンしている。。

## 沿革
- 1963年12月、金沢市玉川町通りにタカラ不動産商事として創業。
- 1972年3月、金沢市本町に移転。
- 1984年9月、タカラ不動産株式会社に名称・組織変更。業務部門制を導入。
- 1986年5月、コンピューターによる管理システム開始。
- 1994年10月、マンスリーマンション事業開始。
- 1995年3月、単身赴任者用食事付きマンション開始。4月、石川県学校生活協同組合指定店となる。5月、初の支店となる有松店オープン。
- 1996年9月、コインパーキング事業開始。10月、アル・プラザ小松店内にアルプラザ小松店オープン。
- 1998年10月、トランクルーム事業開始。11月、プロパンガス事業開始（グループ会社（株）サン・ライフ（現・（株）クラスコプロパンガス）にて）。
- 1999年9月、野々市駅前店オープン。
- 2000年1月、全国ネットワークアパマンショップに加盟。9月、石川県庁前に藤江店オープンし、売買・企画部門を移転。11月、コインランドリー事業開始し、富山県婦中町に初のコインランドリー店をオープンさせる。
- 2002年3月、企画商品ペット同居型マンションをリリース。8月、金沢市方斉町に管理センターをオープン。
- 2004年3月、アルプラザ小松店を移転し、小松市園町にて小松店を新装オープン。
- 2005年3月、辰口町（現・能美市）にて高齢者専用賃貸住宅Four-Leaf辰口をオープン。6月、石川県知事・谷本正憲より終身建物賃貸借業の認可（石川県第1号。全国第2号）を受ける。
- 2008年4月、（株）タカラサブリース（現・（株）クラスコサブリースパートナーズ）設立。
- 2010年1月、リノベーション事業「Life Design Project」リリース。
- 2012年6月、全国リノベーションブランド「リノッタ」fc事業リリース。
- 2013年12月1日、社名を「株式会社クラスコ（crasco）」に変更。
- 2013年12月1日、クラスコ東京オフィスオープン
- 2014年5月、小村利幸社長　全国賃貸住宅経営者協会連合会 副会長及び、全国賃貸住宅経営者政治連盟 副会長に就任
- 2014年6月、金沢市問屋町にてサービス付き高齢者向け住宅 / 住宅型有料老人ホーム湯癒館OPEN
- 2014年7月、小村 典弘　代表取締役社長に就任　　小村 利幸　代表取締役会長に就任
- 2014年9月、本社に資産活用のご相談スペース「けやきラウンジ」オープン
- 2014年11月、賃貸業界の新しい取り組み「賃貸フェス」開催
- 2015年1月、クラスコ金沢駅前店 アパマンショップ5人店舗の部で売上高日本一
- 2015年2月、東京オフィス 東京都中央区のオフィスビルに移転オープン
- 2015年2月、若手クリエイターへ 「360＆365creataors」始動
- 2015年7月、社員総プレゼンイベント「クラデミーアワード」開催
- 2015年7月、低予算でできるカラフルリノベーションとWebプロモーションをセットで提供。「Renotta Colors」スタート
- 2015年7月、入居者サービス「クラスコンシェルジュ＋」リリース
- 2015年9月、2015年版住宅リフォーム売上ランキング石川県内 1位
- 2015年10月、「知らなきゃ損するリノベ術大公開」講師　小村典弘DVD発売
- 2015年10月、「WEB来店予約サービス」開始
- 2015年10月、 資産運用に特化した「資産コンサル部」設立
- 2015年11月、スマホ案内「あんないと」リリース
- 2015年12月、テナントリノベーション事業スタート
- 2015年12月、賃貸リノベーションの最新成功事例が全国から集結！「Renotta Awards 2015」開催
- 2015年12月、 「家具・家電付き賃貸物件」のお取り扱いスタート
- 2016年１月、資産運用に関するアイディアや成功事例、サービスの紹介などを掲載 資産運用ウェブサイト「crascoの資産運用」オープン
- 2016年1月、賃貸住宅新聞社調べ賃貸仲介数ランキングにて北陸1位を獲得
- 2016年１月、Renotta Instagram始動
- 2016年2月、全国賃貸リノベーションブランド「Renotta」加盟店舗数300店舗達成で全国1位
- 2016年4月、収益物件専門サイト「クラスコの不動産投資」オープン
- 2016年7月、金沢有松店が金沢市横川に移転し「住まいと暮らしのアイデアセレクトショップ」オープン
- 2016年7月、横川店にて「DIYスクール」事業開始
- 2016年7月、 シアター貸切の社員総プレゼンイベント「クラデミーアワード 2016」開催
- 2016年7月、金沢暮らしをもっと楽しくするプロジェクト「金沢もぐら」始動
- 2016年8月、「アパート経営成功事例大公開」講師　小村典弘　DVD発売
- 2016年8月、人生楽しむ、買うリノベーション。中古住宅の売買リノベーションブランド「カウリノ」誕生
- 2016年8月、経営コンサルティング、賃貸管理業務収益up、業務改善、売買営業営業支援、企業ブランディングによる企業価値創造を提供する「クラスコ コンサルファーム」スタート
- 2016年10月、クラスコ「開業応援キャンペーン」スタート
- 2016年11月、「SHELFREE（シェルフリー）」スタート
- 2016年12月、ITの力で不動産会社を変えるテクノロジー「crasco ReTech」リリース
- 2016年12月、賃貸リノベーションの最新成功事例が全国から集結！「Renotta Awards 2016」開催
- 2016年12月、述べ397名の不動産オーナーを招待！「賃貸経営出版記念セミナー」開催
- 2016年12月、地方の老舗不動産会社が知名度を広げたノウハウを公開！ 『不動産経営はデザイン力で変わる』発売
- 2017年1月、書籍「不動産経営はデザイン力で変わる」 1月25日〜 1月 26日時点のamazonランキング 「不動産一般関連書籍」「不動産投資関連書籍」「ビジネス書部門」にて第一位を獲得
- 2017年1月、賃貸仲介件数6478件北陸１位を獲得
- 2017年1月、ビジネスアイデアコンテスト「クラスコンペ2017」開催
- 2017年2月、「不動産業界をカッコよく」ITやリノベーションなど業界を新しくする取り組みを公開！「賃貸フェス」発売
- 2017年2月、書籍「賃貸フェス」Amazon.co.jo売れ筋ランキングで１位獲得！
- 2017年2月、大きく変化する現代を生き抜くための経営戦術が満載！ 「クラスコ出版記念講演会・祝賀会」開催
- 2017年3月、金沢市の魅力を地元で活躍するクリエイターの目線で発信するWebサイト「かなざわのへそ」がオープン
- 2017年4月、不動産業界専用の業務改善ITシステム「クラスコリテック」全国提供開始
- 2017年6月、 ぜったい宅建に受かりたいなら！合格保証付きオンライン宅建講座「受かっちゃえ宅建」開講
- 2017年6月、全国売買リノベーションブランド「カウリノ」のフランチャイズサービス開始
- 2017年6月、東京オフィスを京橋から銀座へ移転オープン。「東京オフィス」から「銀座オフィス」に改名
- 2017年7月、働き方とサービスの質を改善するアイデアが満載！社内プレゼン・表彰イベント「クラデミーアワード 2017」開催
- 2017年7月、株式会社クラスコテクノロジー創業
- 2017年8月、オンラインテレビ局「Ginza.TV」開局
- 2017年9月、「不動産相続の相談窓口」オープン
- 2017年10月、「リアルエステートエージェントアワード 日本一決定戦」 開催
- 2017年10月、金沢駅前店がアパマンショップ2017年度仲介件数 日本一獲得
- 2017年12月、リノッタ加盟店舗数 400店舗突破
- 2017年12月、クラスコグループ不動産テック最大のイベント「ReTech FES(リテックフェス)」を東京で開催
- 2017年12月、300名を超える不動産オーナー様を招待！ オーナー会開催
- 2017年12月、金沢市内で築古の賃貸マンション・アパートの空室対策として和室の新しい住み方を提案するプロジェクト「NEW70（ニューナナマル）」をスタート
- 2018年1月、賃貸仲介件数6422件北陸１位を獲得
- 2018年1月、ビジネスアイデアコンテスト「クラスコンペ2018」を産学連携で開催
- 2018年1月、スマホと住まいがつながる。毎日の暮らしを快適にするIoTサービス「ROBOTTA（ロボッタ）」開発スタート
- 2018年4月、賃貸経営ソリューションビジネスサービス「満室の窓口」開発スタート
- 2018年5月、1社では実現できない進化を叶える！会員制ネットワーク「ReTech Network」 提供スタート
- 2018年7月、働き方とサービスの質を改善するアイデアが満載！社内プレゼン・表彰イベント「クラデミーアワード 2018」開催
- 2018年8月、「満室の窓口」全国FCがスタートし、60店舗がオープン!
- 2018年9月、働き方改革・経営改善の成功事例共有Webサイト「ReTech Network」正式OPEN
- 2018年9月、野々市店移転／新装オープン
- 2018年10月、 AI（人工知能）搭載！賃貸物件の空室対策のためのシステム「くうしつたいさくん」リリース
- 2018年10月、株式会社ビジネスチャンス調べ「2018年度FC加盟店舗数ランキングTOP250」全国36位、賃貸リノベーション関連では1位を獲得
- 2018年10月、「リアルエステートエージェントアワード 日本一決定戦 2018」開催
- 2018年11月、リフォーム産業新聞社調べ「マンションリフォーム売上RANKING100」北陸１位獲得
- 2018年11月、リフォーム産業新聞社調べ「賃貸リフォーム売上高ランキング」全国９位、北陸１位獲得
- 2018年11月、不動産・リノベーション業界の成功事例が全国から集結！「ReTech AWARDS -SWITCH-」開催
- 2018年12月、会員制Webサイト「ReTech Network」登録社数500社突破！
- 2019年１月、デザイン壁紙「デザカベ」開発スタート
- 2019年1月、施工管理支援アプリ「セコカーン」　開発スタート
- 2019年1月、 全国賃貸物件オーナー向け投資物件売却・購入相談窓口「売買の窓口」 開発スタート
- 2020年7月、「NODAL VIEW」 日本での利用店舗数200店舗突破！
- 2020年9月、ヨーロッパ内シェア50%のLEDパネル「VITRINE MEDIA」の日本法人を買収し販売を拡大
- 2020年10月、不動産テックの「TATSUJIN」 利用店舗5000店舗突破！
- 2020年12月、金沢駅前店、アパマンショップ年間黒契約金額ランキングで、2年連続日本一を獲得
- 2021年1月、賃貸仲介件数ランキングで、北陸地区第1位、石川県内8年連続第1位を獲得！
- 2021年6月、「賃貸オーナー特化型ビル（満室ギャラリー）」を新設。また「クラスコ本社」をリニューアル！
- 2021年12月、クラスコ金沢駅前店、アパマンショップ年間黒契約金額ランキング「5人店舗の部」で、3年連続日本一を獲得
- 2021年12月、株式会社フロンティアホームとの資本業務提携、クラスコグループへ
- 2022年1月、金沢駅前店がホテルのような空間にリニューアル！「満室の窓口 金沢駅前店」を併設

## 事業所
石川県
金沢駅前店、石川県庁前店、横川店、金沢けやき通り店、野々市駅前店、小松店、諸江（満室ギャラリー）
東京都
銀座オフィス、高田馬場ブランチ（フロンティアホーム）
埼玉県
所沢（フロンティアホーム）